# Carl Gerber
Carl Gerber (* 14. August 1985 in Mainz) ist ein deutscher Drehbuchautor.

## Leben und Wirken
Nach seinem Zivildienst absolvierte Gerber ein Praktikum bei der Synchronisationsfirma FFS Film- & Fernseh-Synchron und war als Aufnahmeleiter und Ausstattungsassistent an verschiedenen Filmproduktionen beteiligt. Im Jahr 2006 bewarb er sich erfolgreich an der Filmakademie Baden-Württemberg in Ludwigsburg und der Filmuniversität Babelsberg Konrad Wolf für den Studiengang Drehbuch. Er entschied sich für ein Studium an der Filmakademie Ludwigsburg und nahm 2007 das Studium auf. Während des Studiums schrieb er Drehbücher für mehrere Kurzfilme, wovon eines für den Deutschen Kurzfilmpreis nominiert wurden. 2013 schloss er sein Studium ab.
Sein Lanfilmdepüt feierte er mit dem Spielfilm 24 Wochen, für den er gemeinsam mit der Regisseurin Anne Zohra Berrached das Drehbuch schrieb. 24 Wochen war in vier Kategorien für den Deutschen Filmpreis nominiert.

## Filmografie (Auswahl)
- 2008: Willkür (Kurzfilm)
- 2010: Am Sonnenberg (Kurzfilm)
- 2011: Synkope (Kurzfilm)
- 2014: Brüderlein (Kurzfilm)
- 2016: 24 Wochen
- 2019: Die Spezialisten – Im Namen der Opfer (Fernsehserie, Folge 4.05: Fahnenflucht)
- 2022: Marie fängt Feuer – Unbequeme Wahrheiten
- 2024: Marie fängt Feuer – Neuanfänge
- 2025: Marie fängt Feuer – Vergeben und Vergessen
- 2025: Marie fängt Feuer – Brüder

## Auszeichnungen (Auswahl)
Deutscher Kurzfilmpreis 2011
- Nominierung in der Kategorie Spielfilme mit einer Laufzeit von mehr als 7 bis 30 Minuten für Synkope[2]

Deutscher Filmpreis 2017
- Nominierung in der Kategorie Bestes Drehbuch für 24 Wochen